# Александар Кулаков
Александар Викторович Кулаков (рус. Александр Викторович Кулаков — Минск, 15. мај 1983) професионални је белоруски хокејаш на леду који игра у нападу на позицијама десног крила и центра.
Члан је сениорске репрезентације Белорусије за коју је на међународној сцени дебитовао на светском првенству 2007. године. Био је члан белоруског олимпијског тима на Зимским олимпијским играма 2010. у Ванкуверу.
Од 2003. игра у Динаму из Минска.